# Dwars door Vlaanderen femminile
La Dwars door Vlaanderen (it.: Attraverso le Fiandre), fino al 2016 nota anche Grote Prijs Stad Waregem, è una corsa in linea di ciclismo su strada femminile, parte delle cosiddette corse classiche del pavé, che si svolge annualmente nella regione delle Fiandre, in Belgio. Per tradizione si disputa il mercoledì dell'ultima settimana di marzo, nello stesso giorno della corsa maschile. Dal 2022 fa parte del calendario UCI Women's ProSeries nella categoria 1.Pro.

## Albo d'oro
Aggiornato all'edizione 2025.
| Anno                     | Vincitrice                                   | Seconda                                      | Terza                                        |
| Grote Prijs Stad Waregem | Grote Prijs Stad Waregem                     | Grote Prijs Stad Waregem                     | Grote Prijs Stad Waregem                     |
| ------------------------ | -------------------------------------------- | -------------------------------------------- | -------------------------------------------- |
| 2012                     | Monique van de Ree                           | Gilke Croket                                 | Petra Dijkman                                |
| 2013                     | Kirsten Wild                                 | Jolien D'Hoore                               | Monique van de Ree                           |
| 2014                     | Amy Pieters                                  | Kim De Baat                                  | Amy Cure                                     |
| 2015                     | Amy Pieters                                  | Floortje Mackaij                             | Christina Siggaard                           |
| 2016                     | Amy Pieters                                  | Jolien D'Hoore                               | Eileen Roe                                   |
| Dwars door Vlaanderen    |                                              |                                              |                                              |
| 2017                     | Lotta Henttala                               | Gracie Elvin                                 | Lisa Brennauer                               |
| 2018                     | Ellen van Dijk                               | Amy Pieters                                  | Floortje Mackaij                             |
| 2019                     | Ellen van Dijk                               | Marta Bastianelli                            | Lucinda Brand                                |
| 2020                     | annullata a causa della pandemia di COVID-19 | annullata a causa della pandemia di COVID-19 | annullata a causa della pandemia di COVID-19 |
| 2021                     | Annemiek van Vleuten                         | Katarzyna Niewiadoma                         | Alexis Ryan                                  |
| 2022                     | Chiara Consonni                              | Julie De Wilde                               | Elise Chabbey                                |
| 2023                     | Demi Vollering                               | Chiara Consonni                              | Marianne Vos                                 |
| 2024                     | Marianne Vos                                 | Shirin van Anrooij                           | Letizia Paternoster                          |
| 2025                     | Elisa Longo Borghini                         | Lotte Kopecky                                | Elisa Balsamo                                |

### Vittorie per nazione
Aggiornato all'edizione 2025.
| Pos. | Paese       | Vittorie |
| ---- | ----------- | -------- |
| 1    | Paesi Bassi | 10       |
| 2    | Italia      | 2        |
| 3    | Finlandia   | 1        |